# Susie Jessen
Susie Janet Jessen (født 21. februar 1985 i Aalborg) er en dansk journalist og politiker, valgt for Danmarksdemokraterne ved Folketingsvalget 2022 i Sjællands Storkreds.
Susie Jessen er datter af folketingsmedlem og journalist Søren Espersen og fhv. direktør Yvette Espersen. Hun blev student fra Vordingborg Gymnasium og HF i 2003 og journalist fra Danmarks Journalisthøjskole i 2010. Efter praktiktid på Lolland-Falsters Folketidende 2008-2009 kom hun i 2010 til Vejle Amts Folkeblad og Fredericia Dagblad. Fra 2011 var hun ansat ved Politikens Lokalaviser i Vejen og Kolding, inden hun i 2014 lagde avisjournalistikken på hylden og blev pressemedarbejder i Dansk Folkeparti på Christiansborg. Fra 2017 til 2022 var hun politisk assistent for partiets formand, Kristian Thulesen Dahl. I 2022 var hun taleskriver og kommunikationskonsulent i Dansk Erhverv. 
I august 2022 offentliggjorde partistifter Inger Støjberg, at Susie Jessen var en af kandidaterne for Danmarksdemokraterne ved det forestående folketingsvalg. Hun var ved valget opstillet i alle opstillingskredse i Sjællands Storkreds.
Efter valget blev hun valgt som sit partis politiske ordfører. Hun er desuden sit partis ordfører for landdistriker og ligestilling.